# Rognvald Ragnarsson
Rognvald Ragnarsson (n. entre 786 y 791) era un semi-legendario caudillo vikingo de Jutlandia, Dinamarca que vivió en algún momento del siglo IX. Hijo del legendario Ragnar Lodbrok y posiblemente de su consorte Aslaug (o quizás Þóra). Existe la teoría que fue hijo de una cuarta relación con Svanloga (Svanløgh).
A diferencia de sus hermanos mayores, reconocidos guerreros y caudillos vikingos, no existe mucha información sobre su vida a excepción de una mención testimonial sobre los herederos de Ragnar en Landnámabók (libro de los asentamientos).